# Inés Cañizares
Inés María Cañizares Pacheco (27 de setembro de 1970) é uma economista e política espanhola do partido Vox. Desempenha atualmente, as funções de vice-presidente da câmara municipal de Toledo. Anteriormente, foi deputada do Congresso dos Deputados e porta-vox adjunta do grupo parlamentar do vox.

## Biografia
Formou-se em estudos de negócios na Universidade de Castilla-La Mancha em 1993, seguido de um mestrado em economia na Universidade Autônoma de Madrid. Durante as eleições gerais espanholas de novembro de 2019, ficou em segundo lugar na lista do círculo eleitoral de Toledo para o Congresso dos Deputados e foi posteriormente eleita. No Congresso, ela atua como membro da Comissão do Tesouro e do Comité de Orçamento.